# Stalag II B
Stalag II B Hammerstein – niemiecki nazistowski obóz jeniecki, który zlokalizowany był wśród lasów, na zachód od miasta Czarne na Pomorzu.

## Historia
Obóz dla jeńców rosyjskich znajdował się w tym miejscu już podczas I wojny światowej. Po dojściu do władzy Adolfa Hitlera zorganizowano w tym miejscu kolejny obóz, tym razem dla wrogów nazizmu, z czasem przekształcony w obóz koncentracyjny. Po rozpoczęciu II wojny światowej nastąpiło kolejne przekształcenie jednostki, tym razem w stalag dla jeńców wojennych. Początkowo byli to jeńcy polscy, których przymuszano do zrzeczenia się statusu jeńca i zatrudniano do pracy niewolniczej. Z czasem w obozie przetrzymywano również jeńców francuskich, belgijskich, holenderskich, amerykańskich, włoskich, radzieckich i innych. Więźniowie dwóch ostatnich narodowości przetrzymywani byli w obozie Ost (na południe od linii kolejowej nr 210), w bardzo ciężkich warunkach. Pozostałych więziono w obozie głównym Nord (na północ od linii kolejowej, bliżej miasta).

## Baraki
Murowane baraki obozu wznieśli w 1939 polscy jeńcy, którzy początkowo zamieszkiwali w namiotach. Baraki składały się z trzech zasadniczych pomieszczeń: części środkowej, która była umywalnią i dwóch części skrajnych, stanowiących sypialnie z pryczami o trzech poziomach. Podłogi były ceglane. W jednym z pomieszczeń mieściło się około 240 jeńców, a zatem w jednym baraku było ich około 480.

## Kultura
Więźniowie mogli wypisywać dwa listy i jedną kartkę pocztową miesięcznie. W obozie działała orkiestra i wydawano więźniarską gazetkę (nie dotyczyło to obozu Ost).

## Pomnik
Obecnie w miejscu obozu Nord stoi kamienny obelisk z tablicą o treści: 

Pamięci 65 000 jeńców wojennych zagłodzonych, zamęczonych i zamordowanych przez hitlerowców w obozie jenieckim Stalag II B Hammerstein w Czarnem.

 Obok znajdują się pojedyncze nagrobki ofiar hitleryzmu, w tym żołnierzy Armii Czerwonej. Liczba ofiar na podstawie ekshumacji przeprowadzonych w 1968 była określana na 75 tys.